# Rosskastanien-Allee Blüherstraße
Die Rosskastanien-Allee Blüherstraße ist eine als Naturdenkmal (ND 93) ausgewiesene Baumgruppe in der Pirnaischen Vorstadt (Gemarkung Altstadt I) von Dresden.

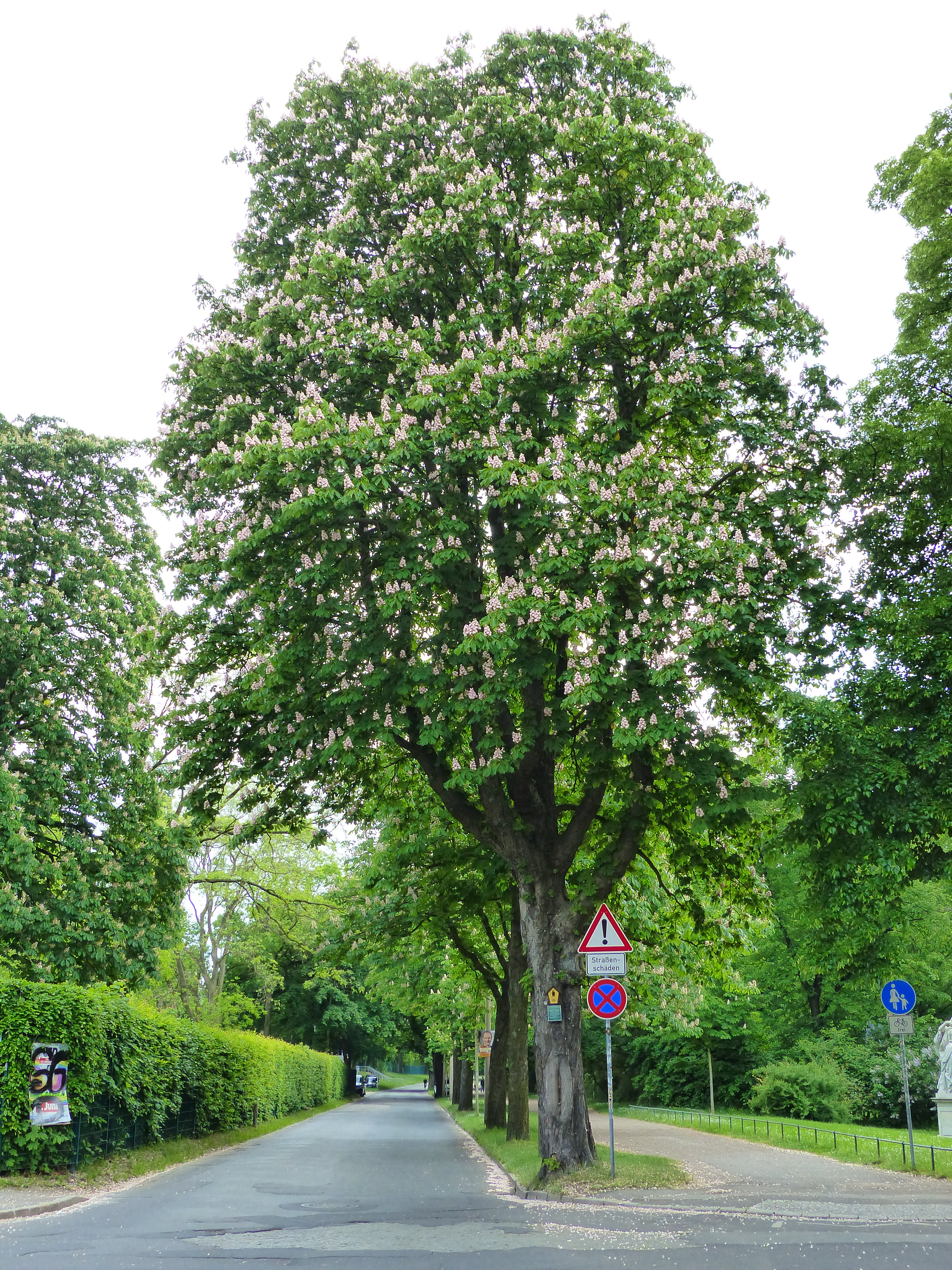
Blick in die Rosskastanien-Allee vom Lingnerplatz

Bei den Bäumen, die Höhen von etwa 20 Metern und Kronendurchmesser von etwa 12 Metern erreicht haben, handelt es sich um die Gewöhnliche oder Gemeine Rosskastanie (Aesculus hippocastanum) der Sorte ‘Baumannii’. Diese ist gefülltblühend und steril, das heißt sie bildet keine Früchte aus.

## Geographie
Die nicht gänzlich gleichförmig bepflanzte, etwa 330 Meter lange Allee befindet sich am inneren, südöstlichen Rand des als Kulturdenkmal ausgewiesenen Blüherparks entlang des straßenbegleitenden Gehwegs zwischen Bürgerwiese und Lingnerplatz.
An der gegenüberliegenden (südöstlichen) Seite der Blüherstraße befinden sich das Georg-Arnhold-Bad und das Rudolf-Harbig-Stadion.

## Schutzgegenstand
Die Unterschutzstellung erfolgte am 10. Juni 1999 durch den Dresdner Stadtrat. Der Schutzstatus erstreckt sich auf die Wurzelbereiche der einzelnen Bäume, straßenseitig bis 3 Meter von der Bordsteinkante und fußwegseitig bis zur Kronentraufe zuzüglich 3 Metern.
Damit soll die Sicherung und Erhaltung der Allee gewährleistet werden. Ausschlaggebend waren die besondere Ausprägung und Eigenart sowie die Seltenheit der Sorte im Dresdner Stadtgebiet. Die zur Blüte mit rosa Blütenkerzen übersäten Rosskastanien fallen bereits von weitem auf.
Zeitgleich mit dieser Rosskastanien-Allee stellte der Stadtrat die rot- und gelbblühenden Rosskastanien an der Marschnerstraße unter Schutz. Bereits seit 1985 als Naturdenkmal geschützt ist die Fingerblättrige Rosskastanie im Volkspark Räcknitz.